# Marie-Andrée Joncas
Pour les articles homonymes, voir Joncas.
Marie-Andrée Joncas (née le 9 août 1983 à Murdochville, dans la province de Québec, au Canada) est une joueuse canadienne de hockey sur glace.

## Biographie
Joncas grandit dans la ville minière de Murdochville en Gaspésie qu'elle quitte à l'âge de 11 ans. Sa famille et elle s'installent par la suite à Laval.

### Carrière en club
Elle commence à jouer au hockey dès l’âge de six ans. Au cours de son hockey amateur, elle joue deux saisons avec les Dynamiques du Collège Jean-de-Brébeuf dans la Ligue de hockey féminin collégial AA. Elle est repêchée en 2003 par l'Avalanche du Québec où elle évolue pendant 4 saisons. Lors de la saison 2005-2006, Joncas a une moyenne de 3.47 pour 12 matchs joués. Malheureusement au cours ses 4 saisons, l'Avalanche du Québec ne réussit pas à se classer parmi les meilleures équipes de la Ligue nationale féminine de hockey et ne se qualifie à aucune des séries éliminatoires en vue de la conquête du championnat féminin. Toutefois consolation, Marie-Andrée Joncas remporte le titre de meilleure gardienne (en récoltant 17 points sur une possibilité de 20) lors d'un concours mettant aux prises les joueuses de l'Avalanche du Québec avec des étoiles de la Ligue de hockey féminin collégial AA. En proie à des difficultés financières, la Ligue nationale féminine de hockey cesse ses activités en 2007.
Par la suite, Joncas évolue une saison (2007-08) au Phénix du Québec dans la nouvelle Ligue canadienne de hockey féminin. L'équipe vit une saison désastreuse avec 15 défaites consécutives (du 29 septembre 2007 au 5 janvier 2008).. Joncas accorde 78 buts en 22 matchs pour une moyenne de 4.57 . L'équipe termine au dernier rang de sa division et ne se qualifie pas pour les séries éliminatoires de fin de saison. Après la saison, Marie-Andrée Joncas prend sa retraite définitive du hockey.

### Sélection du Québec
Joncas est choisie gardienne de but pour l'équipe du Québec lors du Championnat national canadien Esso de 2004. Elle ne joue aucun match et agit comme substitut de Charline Labonté  la gardienne titulaire de l'équipe. Le tournoi Esso est remporté par l'Équipe de l'Ontario.. L'équipe du Québec termine 4e .

### Parcours académique
Joncas étudie de 1995 à 1999, à l'école secondaire Georges-Vanier de Laval. Cette école lui offre un programme sport-étude. Elle poursuit sa scolarité au Collège Brébeuf de Montréal. À l'automne 2008, elle entreprend un baccalauréat en architecture du paysage à l'Université de Montréal.